# Daniel Johnston
Daniel Dale Johnston (Califórnia, 22 de janeiro de 1961 – Waller, 10 de setembro de 2019) foi um cantor, compositor, músico e artista norte-americano.
Johnston foi o tema do documentário The Devil and Daniel Johnston de 2006, que venceu o prémio da crítica do festival NatFilm.
Foi diagnosticado a Daniel transtorno bipolar e esquizofrenia, que foi um problema ao longo da sua vida.
Seu álbum mais notório é Hi, How Are You, cuja popularidade foi impulsionada após Kurt Cobain ter sido fotografado em diversas oportunidades usando uma camisa estampada com a capa do álbum. 
Johnston morreu de ataque cardíaco em 10 de setembro de 2019.

## Discografia
- tapes (Stress Record cassette, 1979)
- Songs of Pain (Stress Records cassette, 1981)
- Don't Be Scared (Stress Records cassette, 1982)
- The What of Whom (Stress Records cassette, 1982)
- More Songs of Pain (Stress Records cassette, 1983)
- Yip/Jump Music (Stress Records cassette, 1983; CD, Homestead, 1989)
- Hi, How Are You (Stress Records cassette, 1983; Continued Story, Homestead, 1989)
- Retired Boxer (Stress Records cassette, 1984)
- Respect (Stress Records cassette, 1985)
- Continued Story with Texas Instrument (Stress Records cassette, 1985; Hi, How Are You, Homestead, 1989)
- A Texas Trip (Caroline Records, 1987)
- Merry Christmas (Stress Records cassette, 1988)
- It's Spooky - Daniel Johnston &  Jad Fair (1989)
- Live at South by Southwest (Stress Records cassette, 1990)
- 1990 (Shimmy Disc, 1990)
- Artistic Vice (Shimmy Disc, 1991)
- Frankenstein Love 1992 (Stress Records cassette, 2000)
- Fun (Atlantic Records, 1994)
- Why Me grabado en Berlín 1999 (Trikont, 2000)
- Rejected Unknown (Gammon Records/Pickled Egg Records, 2001)
- Fear Yourself con Mark Linkous (Sparklehorse) (Gammon Records, 2003)
- Lost and Found (Sketchbook Records, 2006)
- Is and always was (álbum), 2009)
- Beam me up! (2010) (com Beam)
- Space Ducks (2012)

### EP
- Casper The Friendly Ghost (1988)
- The River Of No Return (1991)
- Big Big World grabado en 1986 (Seminal Twang, 1991)
- Laurie (Seminal Twang, UK, 1992)
- Happy Time (1994)
- Dream Scream (Pickled Egg Records, 1998)
- Impossible Love (2001)
- Sinning Is Easy (Pickled Egg Records, 2002)
- Mountain Top (Rough Trade, 2003)
- Fish (Sketchbook Records, UK, 2003)